# Saint-Lieux-lès-Lavaur
Saint-Lieux-lès-Lavaur (en occitan Sant Lionç de la Vaur) est une commune française située dans le département du Tarn, en région Occitanie. Sur le plan historique et culturel, la commune est dans le Lauragais, l'ancien « Pays de Cocagne », lié à la fois à la culture du pastel et à l’abondance des productions, et « grenier à blé du Languedoc ».
Exposée à un climat océanique altéré, elle est drainée par l'Agout, le ruisseau de Sézy et par divers autres petits cours d'eau. La commune possède un patrimoine naturel remarquable : un site Natura 2000 (Les « vallées du Tarn, de l'Aveyron, du Viaur, de l'Agout et du Gijou ») et une zone naturelle d'intérêt écologique, faunistique et floristique.
Saint-Lieux-lès-Lavaur est une commune rurale qui compte 1 232 habitants en 2022, après avoir connu une forte hausse de la population depuis 1975.  Elle fait partie de l'aire d'attraction de Toulouse. Ses habitants sont appelés les Léonciens ou  Léonciennes.

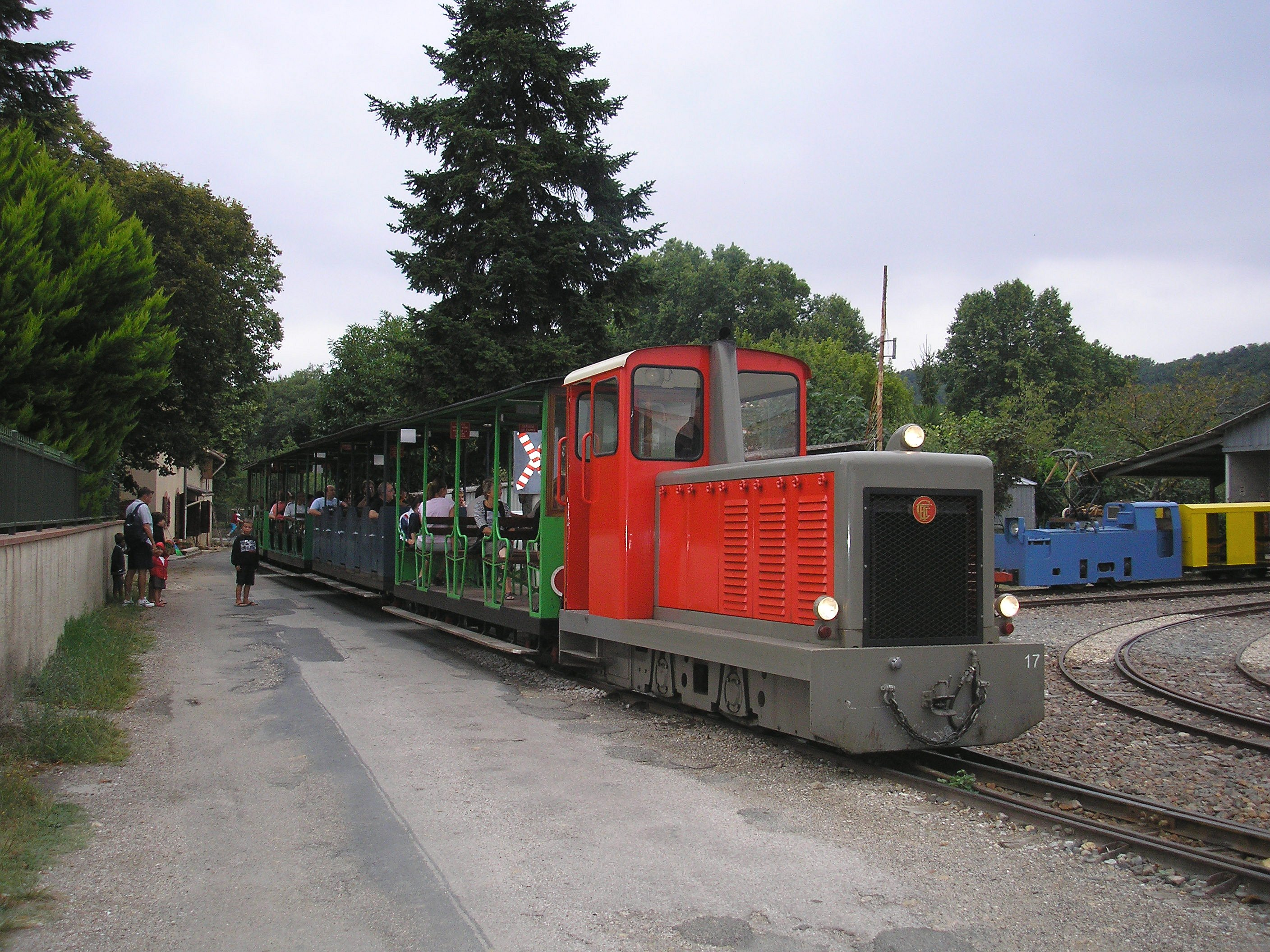
Chemin de fer touristique du Tarn à Saint-Lieux-lès-Lavaur.

## Géographie

### Localisation
Commune située dans l'aire d'attraction de Toulouse, à 2 km à l'est de Saint-Sulpice-la-Pointe.

### Communes limitrophes
Saint-Lieux-lès-Lavaur est limitrophe de cinq autres communes.
Les communes limitrophes sont Coufouleux, Giroussens, Lugan, Saint-Jean-de-Rives et Saint-Sulpice-la-Pointe.
|                         | Coufouleux             |            |
| Saint-Sulpice-la-Pointe | Saint-Lieux-lès-Lavaur | Giroussens |
| Lugan                   | Saint-Jean-de-Rives    |            |

### Géologie et relief
La superficie de la commune est de 954 hectares ; son altitude varie de 95  à   136 mètres.

### Hydrographie

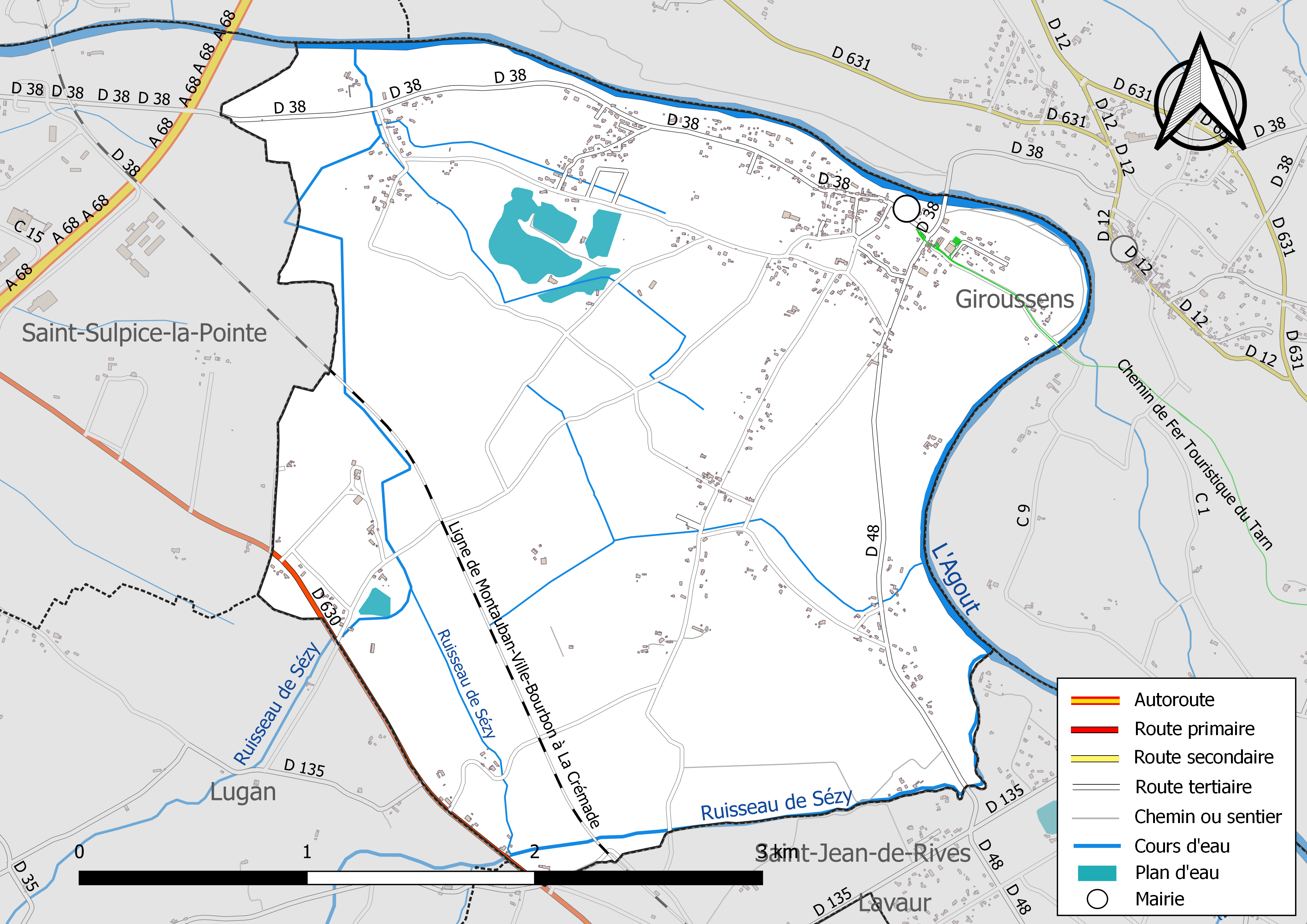
Réseaux hydrographique et routier de Saint-Lieux-lès-Lavaur.

La commune est dans le bassin de la Garonne, au sein du bassin hydrographique Adour-Garonne. Elle est drainée par l'Agout, le ruisseau de Sézy et par divers petits cours d'eau, qui constituent un réseau hydrographique de 16 km de longueur totale,.
L'Agout, d'une longueur totale de 194,4 km, prend sa source dans la commune de Cambon-et-Salvergues et s'écoule d'est en ouest. Il traverse la commune et se jette dans le Tarn à Saint-Sulpice-la-Pointe, après avoir traversé 35 communes.
Le ruisseau de Sézy, d'une longueur totale de 12,8 km, prend sa source dans la commune de Lavaur et s'écoule du sud-est vers le nord-ouest puis vers l'est. Il traverse la commune et se jette dans l'Agout à Giroussens, après avoir traversé 7 communes.

### Climat
Pour des articles plus généraux, voir Climat de l'Occitanie et Climat du Tarn.
En 2010, le climat de la commune est de type climat du Bassin du Sud-Ouest, selon une étude du Centre national de la recherche scientifique s'appuyant sur une série de données couvrant la période 1971-2000. En 2020, Météo-France publie une typologie des climats de la France métropolitaine dans laquelle la commune est exposée à un climat océanique altéré et est dans la région climatique Aquitaine, Gascogne, caractérisée par une pluviométrie abondante au printemps, modérée en automne, un faible ensoleillement au printemps, un été chaud (19,5 °C), des vents faibles, des brouillards fréquents en automne et en hiver et des orages fréquents en été (15 à 20 jours).
Pour la période 1971-2000, la température annuelle moyenne est de 13,4 °C, avec une amplitude thermique annuelle de 16,2 °C. Le cumul annuel moyen de précipitations est de 726 mm, avec 10,3 jours de précipitations en janvier et 5,3 jours en juillet. Pour la période 1991-2020, la température moyenne annuelle observée sur la station météorologique de Météo-France la plus proche, « Lavaur », sur la commune de Lavaur à 9 km à vol d'oiseau, est de 13,6 °C et le cumul annuel moyen de précipitations est de 701,8 mm. 
La température maximale relevée sur cette station est de 42,6 °C, atteinte le 23 août 2023 ; la température minimale est de −18 °C, atteinte le 17 janvier 1987,,.
Les paramètres climatiques de la commune ont été estimés pour le milieu du siècle (2041-2070) selon différents scénarios d'émission de gaz à effet de serre à partir des nouvelles projections climatiques de référence DRIAS-2020. Ils sont consultables sur un site dédié publié par Météo-France en novembre 2022.

### Milieux naturels et biodiversité

#### Réseau Natura 2000

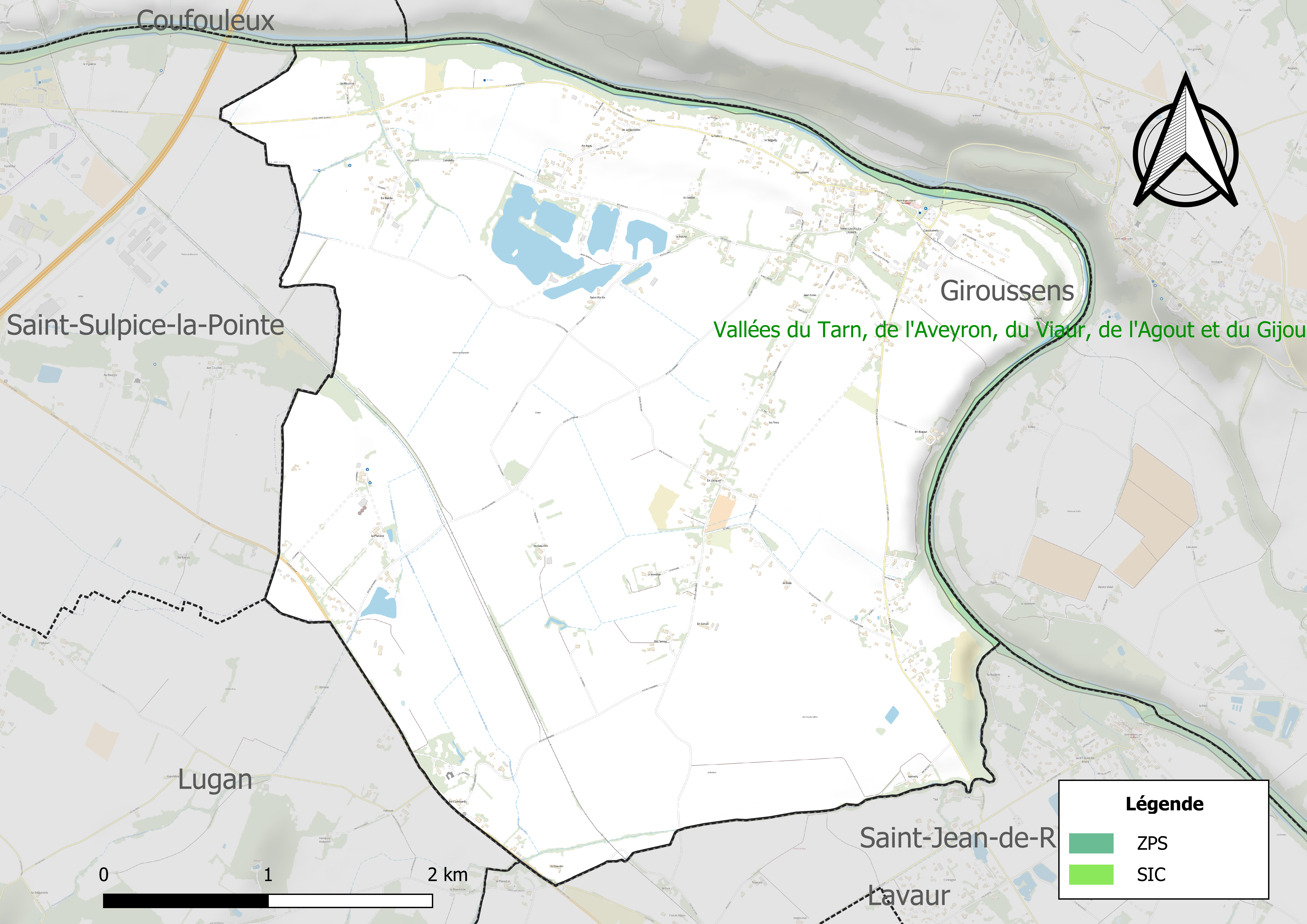
Site Natura 2000 sur le territoire communal.

Le réseau Natura 2000 est un réseau écologique européen de sites naturels d'intérêt écologique élaboré à partir des directives habitats et oiseaux, constitué de zones spéciales de conservation (ZSC) et de zones de protection spéciale (ZPS).
Un site Natura 2000 a été défini sur la commune au titre de la directive habitats : Les « vallées du Tarn, de l'Aveyron, du Viaur, de l'Agout et du Gijou », d'une superficie de 17 144 ha, s'étendant sur 136 communes dont 41 dans l'Aveyron, 8 en Haute-Garonne, 50 dans le Tarn et 37 dans le Tarn-et-Garonne. Elles présentent une très grande diversité d'habitats et d'espèces dans ce vaste réseau de cours d'eau et de gorges. La présence de la Loutre d'Europe et de la moule perlière d'eau douce est également d'un intérêt majeur.

#### Zones naturelles d'intérêt écologique, faunistique et floristique

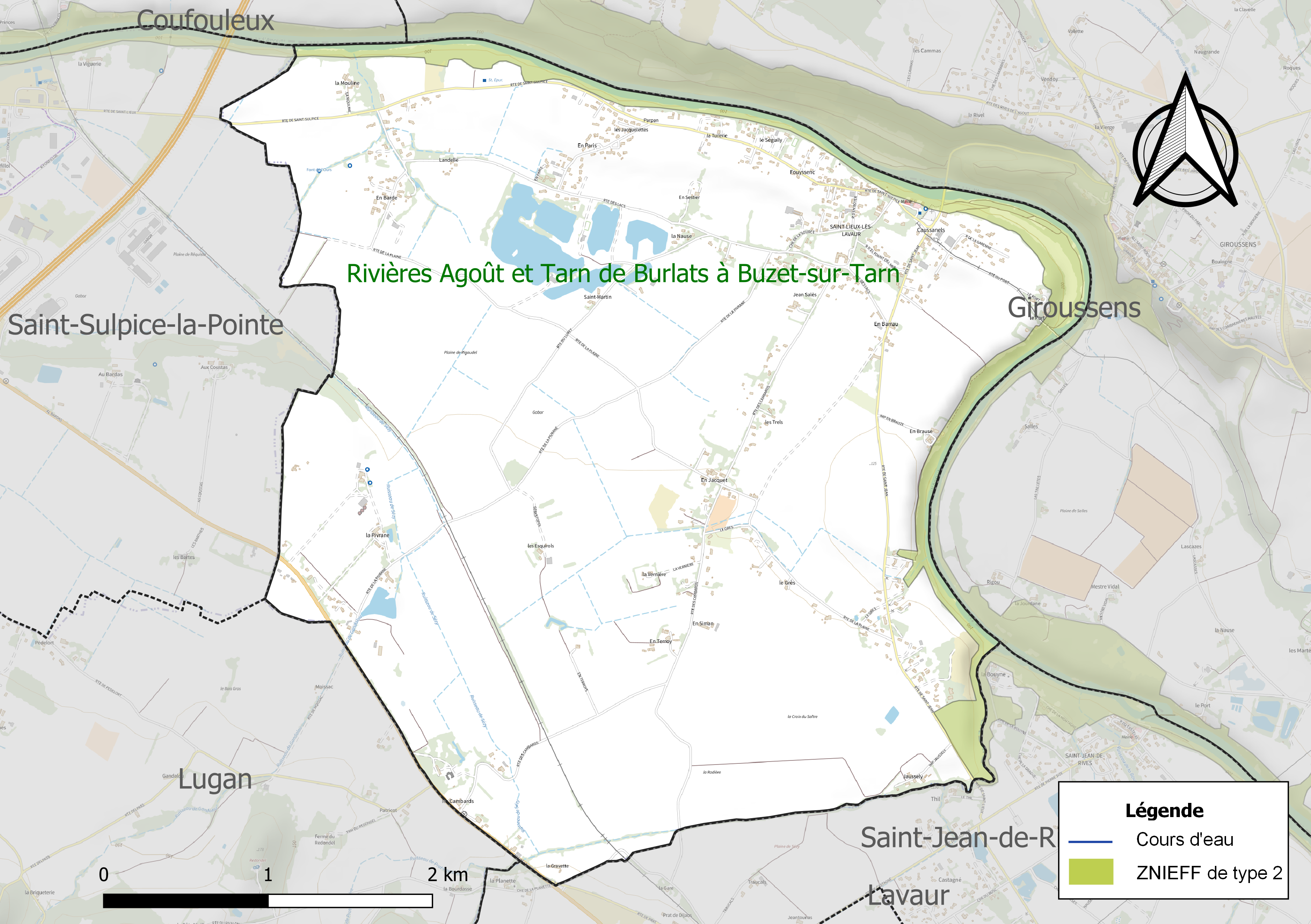
Carte de la ZNIEFF de type 2 localisée sur la commune.

L’inventaire des zones naturelles d'intérêt écologique, faunistique et floristique (ZNIEFF) a pour objectif de réaliser une couverture des zones les plus intéressantes sur le plan écologique, essentiellement dans la perspective d’améliorer la connaissance du patrimoine naturel national et de fournir aux différents décideurs un outil d’aide à la prise en compte de l’environnement dans l’aménagement du territoire.
Une ZNIEFF de type 2 est recensée sur la commune :
les « rivières Agoût et Tarn de Burlats à Buzet-sur-Tarn » (1 364 ha), couvrant 24 communes du département.

## Urbanisme

### Typologie
Au 1er janvier 2024, Saint-Lieux-lès-Lavaur est catégorisée commune rurale à habitat dispersé, selon la nouvelle grille communale de densité à sept niveaux définie par l'Insee en 2022.
Elle est située hors unité urbaine. Par ailleurs la commune fait partie de l'aire d'attraction de Toulouse, dont elle est une commune de la couronne,. Cette aire, qui regroupe 527 communes, est catégorisée dans les aires de 700 000 habitants ou plus (hors Paris),.

### Occupation des sols
L'occupation des sols de la commune, telle qu'elle ressort de la base de données européenne d’occupation biophysique des sols Corine Land Cover (CLC), est marquée par l'importance des territoires agricoles (88,2 % en 2018), en diminution par rapport à 1990 (91 %). La répartition détaillée en 2018 est la suivante : 
terres arables (74,2 %), zones agricoles hétérogènes (14 %), zones urbanisées (6,7 %), eaux continentales (3,4 %), forêts (1,6 %). L'évolution de l’occupation des sols de la commune et de ses infrastructures peut être observée sur les différentes représentations cartographiques du territoire : la carte de Cassini (XVIIIe siècle), la carte d'état-major (1820-1866) et les cartes ou photos aériennes de l'IGN pour la période actuelle (1950 à aujourd'hui).

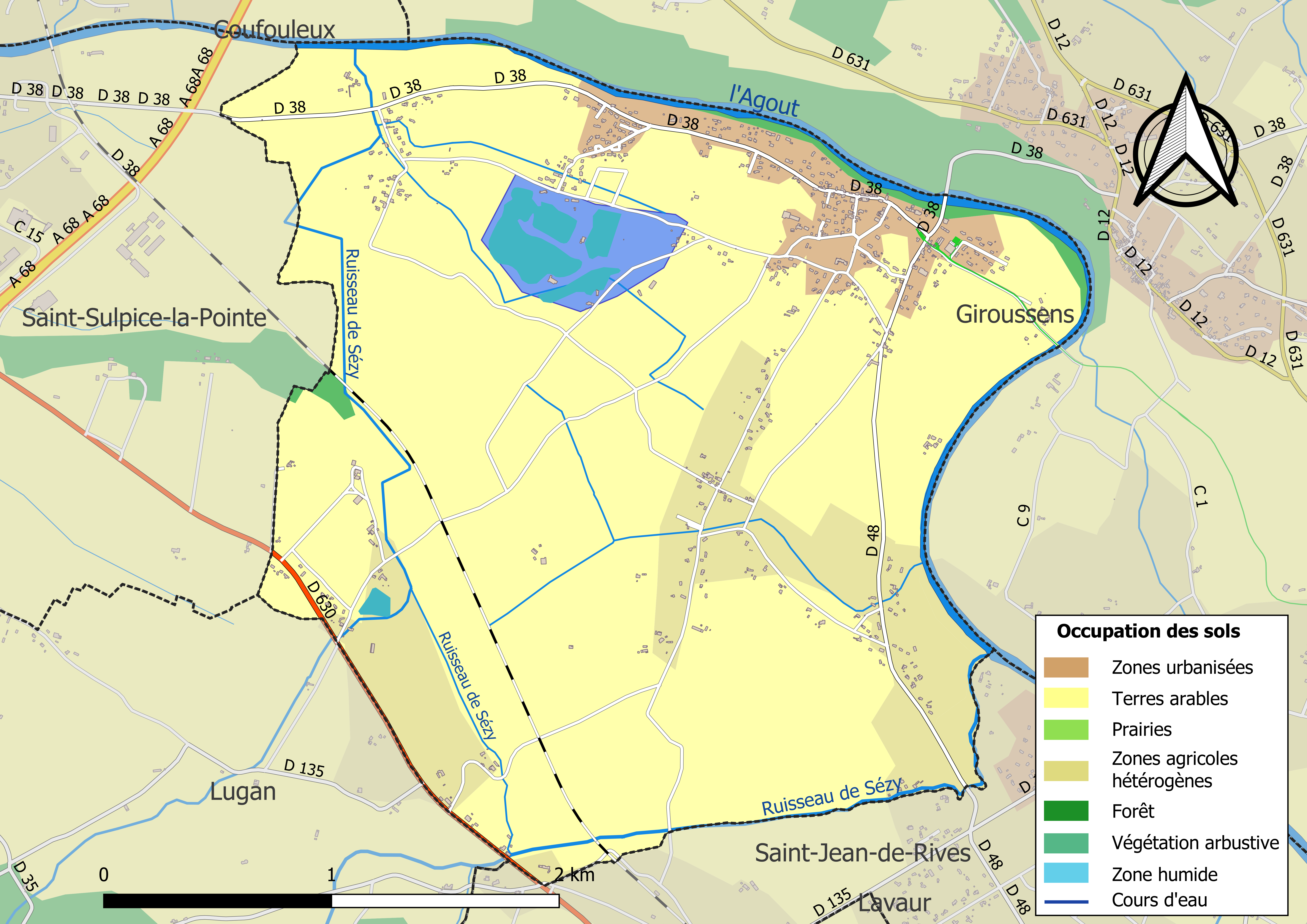
Carte des infrastructures et de l'occupation des sols de la commune en 2018 (CLC).

### Risques majeurs
Le territoire de la commune de Saint-Lieux-lès-Lavaur est vulnérable à différents aléas naturels : météorologiques (tempête, orage, neige, grand froid, canicule ou sécheresse), inondations, mouvements de terrains et séisme (sismicité très faible). Il est également exposé à deux risques technologiques,  le transport de matières dangereuses et la rupture d'un barrage. Un site publié par le BRGM permet d'évaluer simplement et rapidement les risques d'un bien localisé soit par son adresse soit par le numéro de sa parcelle.

#### Risques naturels
Certaines parties du territoire communal sont susceptibles d’être affectées par le risque d’inondation par débordement de cours d'eau, notamment l'Agout et le ruisseau de Sézy. La cartographie des zones inondables en ex-Midi-Pyrénées réalisée dans le cadre du XIe Contrat de plan État-région, visant à informer les citoyens et les décideurs sur le risque d’inondation, est accessible sur le site de la DREAL Occitanie. La commune a été reconnue en état de catastrophe naturelle au titre des dommages causés par les inondations et coulées de boue survenues en 1982, 1988 et 1992,.
Saint-Lieux-lès-Lavaur est exposée au risque de feu de forêt. En 2022, il n'existe pas de Plan de Prévention des Risques incendie de forêt (PPRif). Le débroussaillement aux abords des maisons constitue l’une des meilleures protections pour les particuliers contre le feu,.

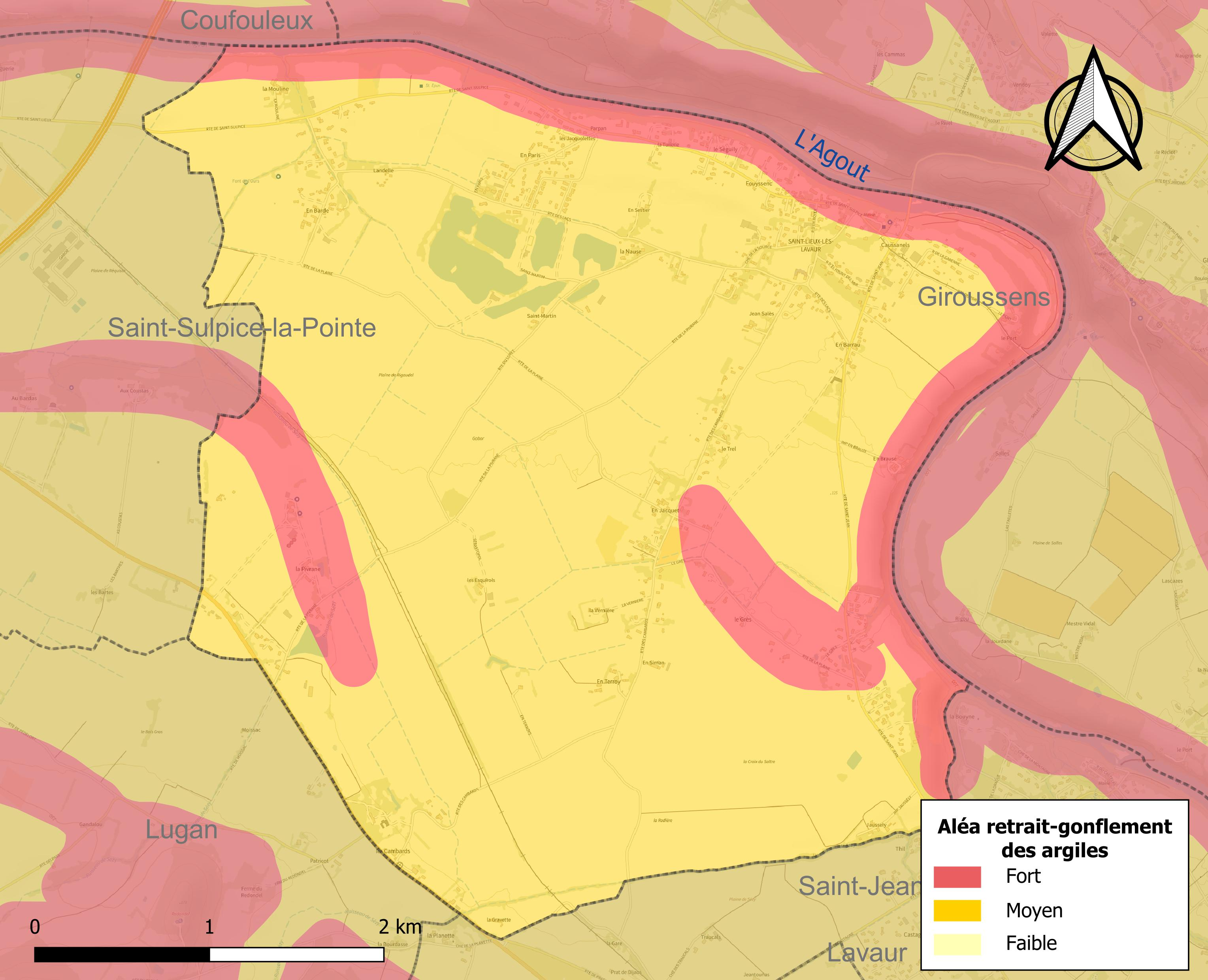
Carte des zones d'aléa retrait-gonflement des sols argileux de Saint-Lieux-lès-Lavaur.

La commune est vulnérable au risque de mouvements de terrains constitué principalement du retrait-gonflement des sols argileux. Cet aléa est susceptible d'engendrer des dommages importants aux bâtiments en cas d’alternance de périodes de sécheresse et de pluie. La totalité de la commune est en aléa moyen ou fort (76,3 % au niveau départemental et 48,5 % au niveau national). Sur les 394 bâtiments dénombrés sur la commune en 2019, 394 sont en aléa moyen ou fort, soit 100 %, à comparer aux 90 % au niveau départemental et 54 % au niveau national. Une cartographie de l'exposition du territoire national au retrait gonflement des sols argileux est disponible sur le site du BRGM,.
Par ailleurs, afin de mieux appréhender le risque d’affaissement de terrain, l'inventaire national des cavités souterraines permet de localiser celles situées sur la commune.

#### Risques technologiques
Le risque de transport de matières dangereuses sur la commune est lié à sa traversée par des infrastructures routières ou ferroviaires importantes ou la présence d'une canalisation de transport d'hydrocarbures. Un accident se produisant sur de telles infrastructures est susceptible d’avoir des effets graves sur les biens, les personnes ou l'environnement, selon la nature du matériau transporté. Des dispositions d’urbanisme peuvent être préconisées en conséquence.
La commune est en outre située en aval d'un barrage de classe A. À ce titre elle est susceptible d’être touchée par l’onde de submersion consécutive à la rupture de cet ouvrage.

## Histoire

### Héraldique
| Saint-Lieux-lès-Lavaur | Son blasonnement est : D'or au pal componé de sinople et d'argent. |

## Politique et administration

### Administration municipale
Le nombre d'habitants au recensement de 2011 étant compris entre 100 et 499, le nombre de membres du conseil municipal pour l'élection de 2014 est de onze,.

### Rattachements administratifs et électoraux
Commune faisant partie de la troisième circonscription du Tarn de la communauté de communes Tarn et Agout et du canton des Portes du Tarn (avant le redécoupage départemental de 2014, Saint-Sulpice-la-Pointe faisait partie de l'ex-canton de Lavaur).

### Liste des maires
| Période                                  | Période   | Identité                | Étiquette | Qualité |
| ---------------------------------------- | --------- | ----------------------- | --------- | ------- |
| 1974                                     | mars 2001 | Louis Barde             | PS        |         |
| mars 2001                                | mars 2008 | Frédérique Pujol-Suquet |           |         |
| mars 2008                                | ?         | Max Berjont             |           |         |
| ?                                        | En cours  | Gilles Cormignon        |           |         |
| Les données manquantes sont à compléter. |           |                         |           |         |

## Population et société

### Démographie
L'évolution du nombre d'habitants est connue à travers les recensements de la population effectués dans la commune depuis 1793. Pour les communes de moins de 10 000 habitants, une enquête de recensement portant sur toute la population est réalisée tous les cinq ans, les populations de référence des années intermédiaires étant quant à elles estimées par interpolation ou extrapolation. Pour la commune, le premier recensement exhaustif entrant dans le cadre du nouveau dispositif a été réalisé en 2007.

En 2022, la commune comptait 1 232 habitants, en évolution de +19,96 % par rapport à 2016 (Tarn : +2,52 %, France hors Mayotte : +2,11 %).
| 1793 | 1800 | 1806 | 1821 | 1831 | 1836 | 1841 | 1846 | 1851 |
| ---- | ---- | ---- | ---- | ---- | ---- | ---- | ---- | ---- |
| 478  | 573  | 521  | 601  | 559  | 575  | 584  | 606  | 592  |

| 1856 | 1861 | 1866 | 1872 | 1876 | 1881 | 1886 | 1891 | 1896 |
| ---- | ---- | ---- | ---- | ---- | ---- | ---- | ---- | ---- |
| 602  | 573  | 530  | 508  | 501  | 503  | 505  | 505  | 540  |

| 1901 | 1906 | 1911 | 1921 | 1926 | 1931 | 1936 | 1946 | 1954 |
| ---- | ---- | ---- | ---- | ---- | ---- | ---- | ---- | ---- |
| 503  | 452  | 435  | 380  | 379  | 435  | 372  | 344  | 377  |

| 1962 | 1968 | 1975 | 1982 | 1990 | 1999 | 2006 | 2007 | 2012 |
| ---- | ---- | ---- | ---- | ---- | ---- | ---- | ---- | ---- |
| 377  | 352  | 337  | 362  | 432  | 540  | 781  | 815  | 947  |

| 2017  | 2022  | - | - | - | - | - | - | - |
| ----- | ----- | - | - | - | - | - | - | - |
| 1 046 | 1 232 | - | - | - | - | - | - | - |

| selon la population municipale des années : | 1968 | 1975 | 1982 | 1990 | 1999 | 2006 | 2009 | 2013 |
| Rang de la commune dans le département      | 143  | 169  | 153  | 117  | 109  | 85   | 82   | 72   |
| Nombre de communes du département           | 326  | 324  | 324  | 324  | 324  | 323  | 323  | 323  |

### Enseignement
Saint-Lieux-lès-Lavaur fait partie de l'académie de Toulouse.

## Économie

### Revenus
En 2018, la commune compte 394 ménages fiscaux, regroupant 1 075 personnes. La médiane du revenu disponible par unité de consommation est de 23 420 € (20 400 € dans le département).

### Emploi
|                | 2008  | 2013  | 2018  |
| -------------- | ----- | ----- | ----- |
| Commune        | 4,9 % | 6,2 % | 6,3 % |
| Département    | 8,2 % | 9,9 % | 10 %  |
| France entière | 8,3 % | 10 %  | 10 %  |

En 2018, la population âgée de 15 à 64 ans s'élève à 673 personnes, parmi lesquelles on compte 80,2 % d'actifs (73,9 % ayant un emploi et 6,3 % de chômeurs) et 19,8 % d'inactifs,. Depuis 2008, le taux de chômage communal (au sens du recensement) des 15-64 ans est inférieur à celui de la France et du département.
La commune fait partie de la couronne de l'aire d'attraction de Toulouse, du fait qu'au moins 15 % des actifs travaillent dans le pôle,. Elle compte 124 emplois en 2018, contre 115 en 2013 et 96 en 2008. Le nombre d'actifs ayant un emploi résidant dans la commune est de 499, soit un indicateur de concentration d'emploi de 24,9 % et un taux d'activité parmi les 15 ans ou plus de 68,1 %.
Sur ces 499 actifs de 15 ans ou plus ayant un emploi, 71 travaillent dans la commune, soit 14 % des habitants. Pour se rendre au travail, 86,8 % des habitants utilisent un véhicule personnel ou de fonction à quatre roues, 7,9 % les transports en commun, 2,2 % s'y rendent en deux-roues, à vélo ou à pied et 3 % n'ont pas besoin de transport (travail au domicile).

### Activités hors agriculture

#### Secteurs d'activités
65 établissements sont implantés  à Saint-Lieux-lès-Lavaur au 31 décembre 2019. Le tableau ci-dessous en détaille le nombre par secteur d'activité et compare les ratios avec ceux du département,.
| Secteur d'activité                                                                                        | Commune | Commune | Département |
| Secteur d'activité                                                                                        | Nombre  | %       | %           |
| --- | ------- | ------- | ----------- |
| Ensemble                                                                                                  | 65      |         |             |
| Industrie manufacturière, industries extractives et autres                                                | 8       | 12,3 %  | (13 %)      |
| Construction                                                                                              | 8       | 12,3 %  | (12,5 %)    |
| Commerce de gros et de détail, transports, hébergement et restauration                                    | 14      | 21,5 %  | (26,7 %)    |
| Information et communication                                                                              | 4       | 6,2 %   | (2,1 %)     |
| Activités immobilières                                                                                    | 1       | 1,5 %   | (4,2 %)     |
| Activités spécialisées, scientifiques et techniques et activités de services administratifs et de soutien | 13      | 20 %    | (13,8 %)    |
| Administration publique, enseignement, santé humaine et action sociale                                    | 9       | 13,8 %  | (15,5 %)    |
| Autres activités de services                                                                              | 8       | 12,3 %  | (9 %)       |

Le secteur du commerce de gros et de détail, des transports, de l'hébergement et de la restauration est prépondérant sur la commune puisqu'il représente 21,5 % du nombre total d'établissements de la commune (14 sur les 65 entreprises implantées  à Saint-Lieux-lès-Lavaur), contre 26,7 % au niveau départemental.

#### Entreprises et commerces
Les trois entreprises ayant leur siège social sur le territoire communal qui génèrent le plus de chiffre d'affaires en 2020 sont : 
- Transfox, location de camions avec chauffeur (676 k€)
- Stiletto, gestion de salles de spectacles (145 k€)
- Seize The Day, organisation de foires, salons professionnels et congrès (50 k€)

### Agriculture
La commune est dans le Lauragais tarnais, une petite région agricole située dans le sud-ouest du département du Tarn. En 2020, l'orientation technico-économique de l'agriculture  sur la commune est l'exploitation de grandes cultures (hors céréales et oléoprotéagineuses). 
|               | 1988 | 2000 | 2010 | 2020 |
| ------------- | ---- | ---- | ---- | ---- |
| Exploitations | 26   | 14   | 10   | 10   |
| SAU (ha)      | 887  | 785  | 564  | 544  |

Le nombre d'exploitations agricoles en activité et ayant leur siège dans la commune est passé de 26 lors du recensement agricole de 1988  à 14 en 2000 puis à 10 en 2010 et enfin à 10 en 2020, soit une baisse de 62 % en 32 ans. Le même mouvement est observé à l'échelle du département qui a perdu pendant cette période 58 % de ses exploitations,. La surface agricole utilisée sur la commune a également diminué, passant de 887 ha en 1988 à 544 ha en 2020. Parallèlement la surface agricole utilisée moyenne par exploitation a augmenté, passant de 34 à 54 ha.

## Culture locale et patrimoine

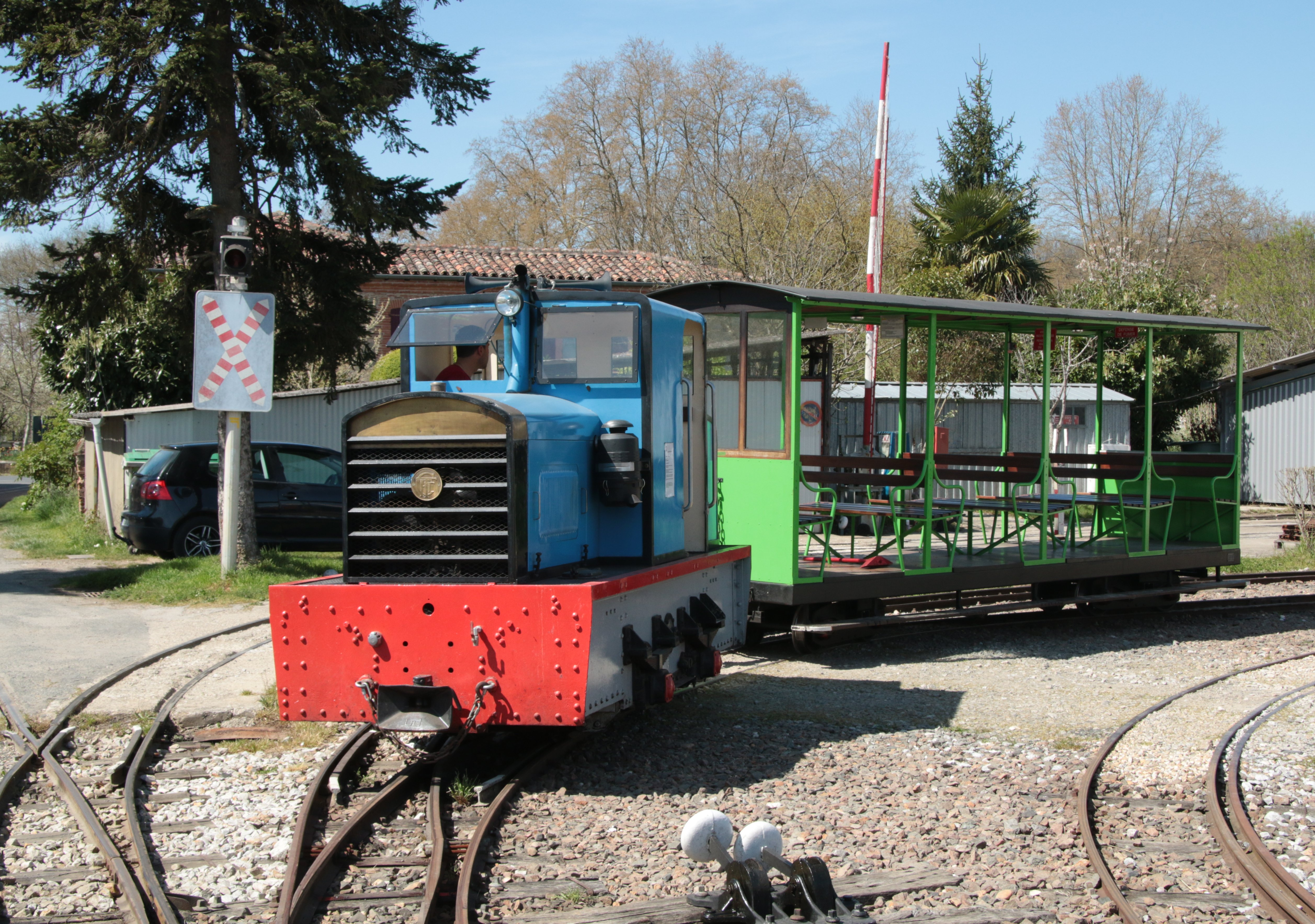
Le chemin de fer touristique.

### Lieux et monuments
- Le Chemin de fer touristique du Tarn qui a retrouvé l'usage du viaduc de Salles à l'été 2025.
- L'Église Saint-Léonce de Saint-Lieux-lès-Lavaur. L'édifice est référencé dans la base Mérimée et à l'Inventaire général Région Occitanie[47].

## Pour approfondir